# Neohenricia
Genre
Classification phylogénétique
Neohenricia L.Bolus est un genre de plante de la famille des Aizoaceae.
Neohenricia L.Bolus, in J. S. African Bot. 4: 51 (1938) [nom. nov.]
Type : Neohenricia sibbettii (L.Bolus) L.Bolus (Mesembryanthemum sibbettii L.Bolus)
Synonymie :
- [synonyme remplacé] Henricia L.Bolus 1936 non Cass. 1817

## Liste des espèces
- Neohenricia sibbettii (L.Bolus) L.Bolus
- Neohenricia spiculata S.A.Hammer